# Хатирчинський район
Хатирчинський район (туман, узб. Xatirchi tumani) — адміністративна одиниця в Навоїйській області Узбекистану. Адміністративний центр — місто Янгірабад.

## Історія
Хатирчинський район створено 29 вересня 1926 року та був серед перших 79 районів Узбецької РСР. У 1927—1930 роках був у складі Зерафшанського округу. У 1930—1938 роках був у прямому підпорядкуванні Узбецької РСР.
1938 року в Узбецькій РСР було створено області, і Хатирчинський район опинився у складі Самаркандської області. 13 лютого 1943 року дві сільради Хатирчинського району були передані в новий Кошрабатський туман.
20 квітня 1982 року створено Навоїйську область і Хатирчинський район було включено до її складу. У вересні 1988 року Навоійську область було скасовано, і Хатирчинський район було включено до складу Самаркандської області. У 1992 році знову було створено Навоійську область, і Хатирчинський район знову увійшов до її складу.

## Географія
Розташований у східній частині Навоїйської області. Межує з Нуратинським та Навбахорським (Навоійська область), Пахтачинським, Нарпайським, Кушрабадським та Каттакурганськими (Самаркандська область) районами. Площа району — 1382 км².

## Населення
Населення Хатирчинського району — понад 151 000 осіб. У Хатирчинському районі проживають узбеки, росіяни, татари, корейці, казахи, таджики, киргизи, туркмени, німці та ін.